# Lomaria decrescens
Lomaria decrescens là một loài dương xỉ trong họ Blechnaceae. Loài này được Fée mô tả khoa học đầu tiên năm 1852.
Danh pháp khoa học của loài này chưa được làm sáng tỏ. 